# FK Metalac
Der FK Metalac (vollständiger offizieller Name auf Serbisch: Фудбалски клуб Meтaлaц – Фудбалски клуб Металац, Fudbalski klub Metalac – FK Metalac), meist kurz Metalac, ist ein serbischer Fußballverein aus Gornji Milanovac. Der 1961 gegründete Verein spielt in der Prva liga, der zweithöchsten Spielklasse im serbischen Fußball.

## Geschichte
Im Frühjahr 1961 organisierte der städtischen Ausschuss für Körperkultur von Gornji Milanovac ein Fußballturnier für Jugendliche der Arbeiterklasse und Landbevölkerung. Das Turnier wurde in Takovo ausgetragen, an dem nur lokale Mannschaften und keine registrierten Spieler teilnehmen durften. Nach Beendigung des Turniers kam man zu dem Schluss, dass es in Milanovac fußballerisches Potenzial gab. So wurden auf Initiative des ehemaligen Fußballspielers Miroslav Spasojević eine Versammlung veranstaltet, bei der Spasojević vorschlug, dass Jugendliche der städtischen Unternehmen registriert und aktiv Fußball spielen sollten. Dessen Vorschlag fand Unterstützung bei den beiden Unternehmen Graditelj und Metalac. Schließlich wurde ein Fußballverein am 12. Juni 1961 ins Leben gerufen, bei dessen Gründungsversammlung auch die Gewerkschaften der beiden Unternehmen teilnahmen. Der neu gegründete Verein namens Radnik wurde in Čačak registriert und nahm dort an dem regionalen Ligawettbewerb teil. In der Saison 1964/65 erhielt der Verein seinen heutigen Namen, FK Metalac.